# Flirey
Flirey est une commune française située dans le département de Meurthe-et-Moselle en région Grand Est.

## Géographie
Le village de Flirey est situé dans une petite dépression entre de légers reliefs sur la route départementale 58 entre Pont-à-Mousson et Commercy, L'altitude moyenne de Flirey est de 280 mètres environ.

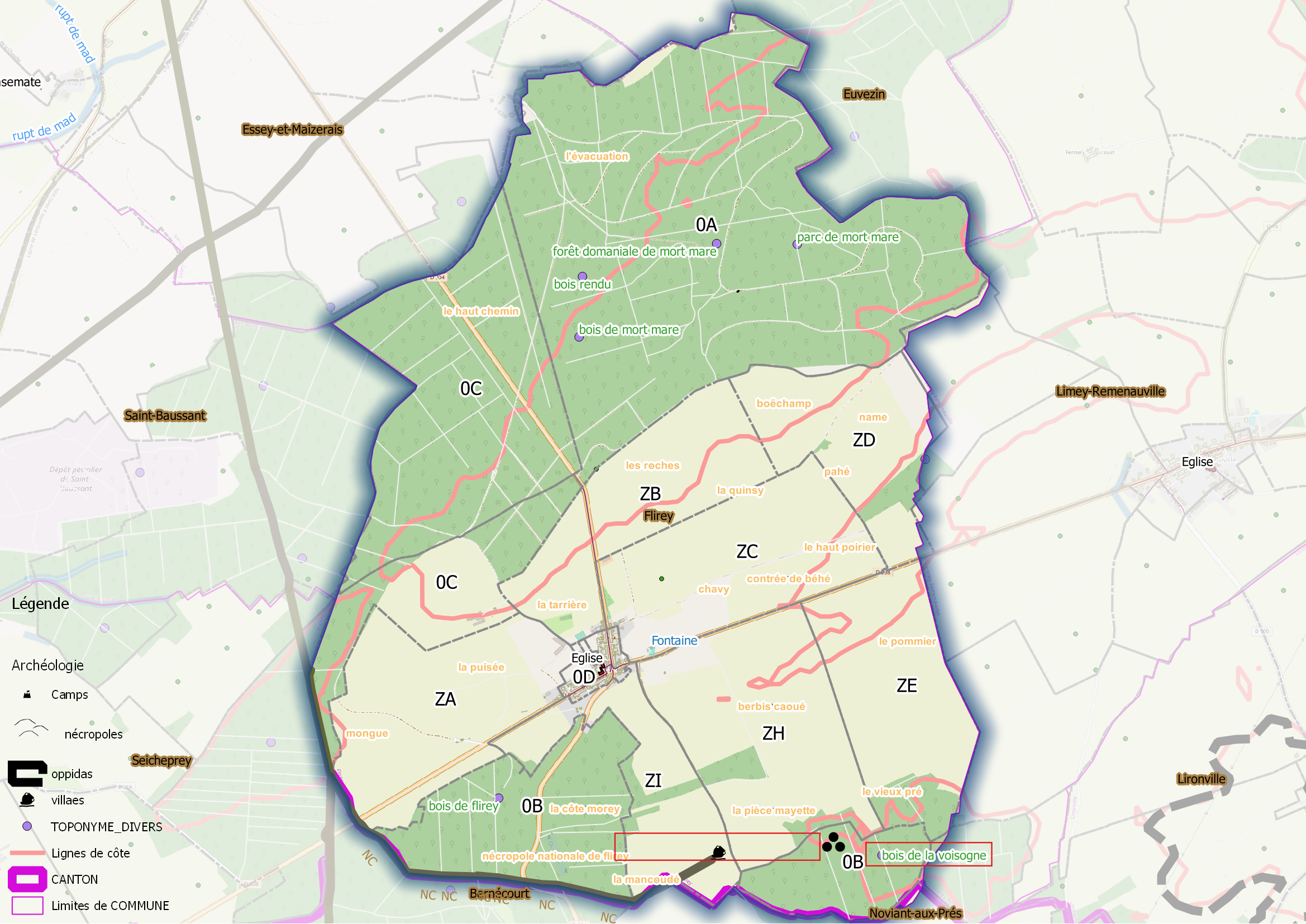
Fig. 1 - Flirey (ban communal).

D’après les données Corine land Cover, le ban communal de 1576 hectares comportait en 2011, 45,2 % de zones agricoles, 53 % de forêts et 1,8 % de zones urbanisées. Aucun cours d'eau sur la commune.

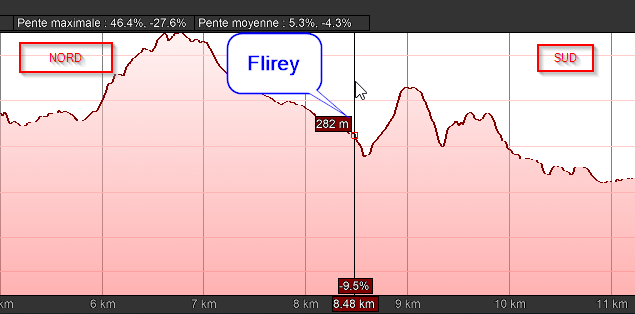
Altimétrie de la commune de Flirey suivant un axe nord-sud passant par le village.

### communes limitrophes
| Essey-et-Maizerais | Euvezin    | Limey-Remenauville          |
| Saint-Baussant     | Flirey     | Limey-Remenauville          |
| Seicheprey         | Bernécourt | Noviant-aux-Prés,Lironville |

### Hydrographie
La commune est dans le bassin versant du Rhin au sein du bassin Rhin-Meuse. Elle n'est drainée par aucun cours d'eau,.

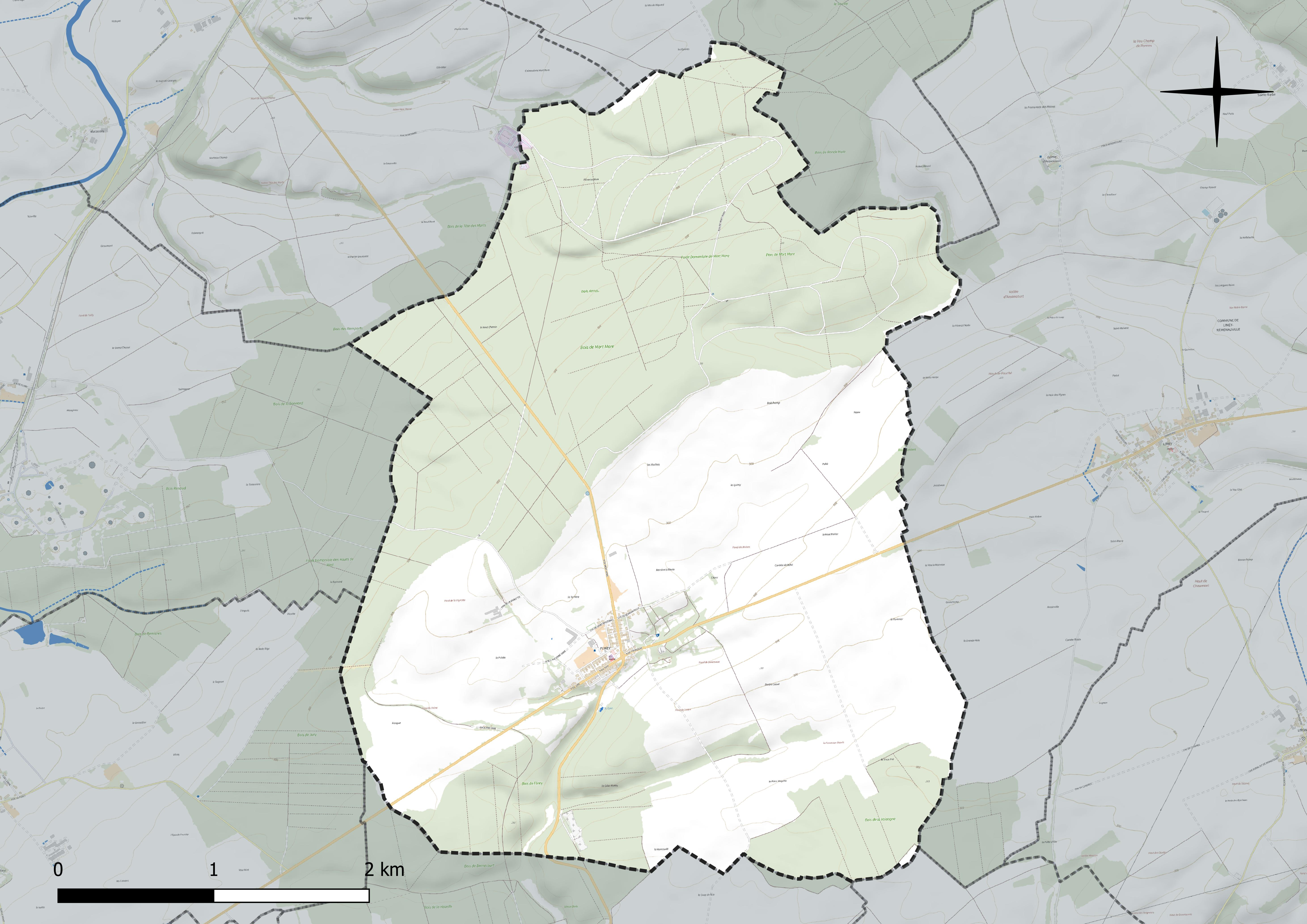
Réseau hydrographique de Flirey.

### Climat
Pour des articles plus généraux, voir Climat du Grand Est et Climat de Meurthe-et-Moselle.
En 2010, le climat de la commune est de type climat des marges montargnardes, selon une étude du Centre national de la recherche scientifique s'appuyant sur une série de données couvrant la période 1971-2000. En 2020, Météo-France publie une typologie des climats de la France métropolitaine dans laquelle la commune est dans une zone de transition entre le climat océanique altéré et le climat océanique altéré et est dans la région climatique  Lorraine, plateau de Langres, Morvan, caractérisée par un hiver rude (1,5 °C), des vents modérés et des brouillards fréquents en automne et hiver. 
Pour la période 1971-2000, la température annuelle moyenne est de 9,4 °C, avec une amplitude thermique annuelle de 16,8 °C. Le cumul annuel moyen de précipitations est de 859 mm, avec 12,6 jours de précipitations en janvier et 9,3 jours en juillet. Pour la période 1991-2020, la température moyenne annuelle observée sur la station météorologique de Météo-France la plus proche, « Nonsard », sur la commune de Nonsard-Lamarche à 9 km à vol d'oiseau, est de 10,7 °C et le cumul annuel moyen de précipitations est de 690,8 mm. 
La température maximale relevée sur cette station est de 40,1 °C, atteinte le 25 juillet 2019 ; la température minimale est de −17 °C, atteinte le 1er mars 2005,,. 
Les paramètres climatiques de la commune ont été estimés pour le milieu du siècle (2041-2070) selon différents scénarios d'émission de gaz à effet de serre à partir des nouvelles projections climatiques de référence DRIAS-2020. Ils sont consultables sur un site dédié publié par Météo-France en novembre 2022.

## Urbanisme

### Typologie
Au 1er janvier 2024, Flirey est catégorisée commune rurale à habitat dispersé, selon la nouvelle grille communale de densité à sept niveaux définie par l'Insee en 2022.
Elle est située hors unité urbaine. Par ailleurs la commune fait partie de l'aire d'attraction de Pont-à-Mousson, dont elle est une commune de la couronne,. Cette aire, qui regroupe 16 communes, est catégorisée dans les aires de moins de 50 000 habitants,.

### Occupation des sols
L'occupation des sols de la commune, telle qu'elle ressort de la base de données européenne d’occupation biophysique des sols Corine Land Cover (CLC), est marquée par l'importance des forêts et milieux semi-naturels (53,1 % en 2018), une proportion sensiblement équivalente à celle de 1990 (53 %). La répartition détaillée en 2018 est la suivante : forêts (53,1 %), terres arables (43,6 %), zones agricoles hétérogènes (1,7 %), zones urbanisées (1,6 %). L'évolution de l’occupation des sols de la commune et de ses infrastructures peut être observée sur les différentes représentations cartographiques du territoire : la carte de Cassini (XVIIIe siècle), la carte d'état-major (1820-1866) et les cartes ou photos aériennes de l'IGN pour la période actuelle (1950 à aujourd'hui).

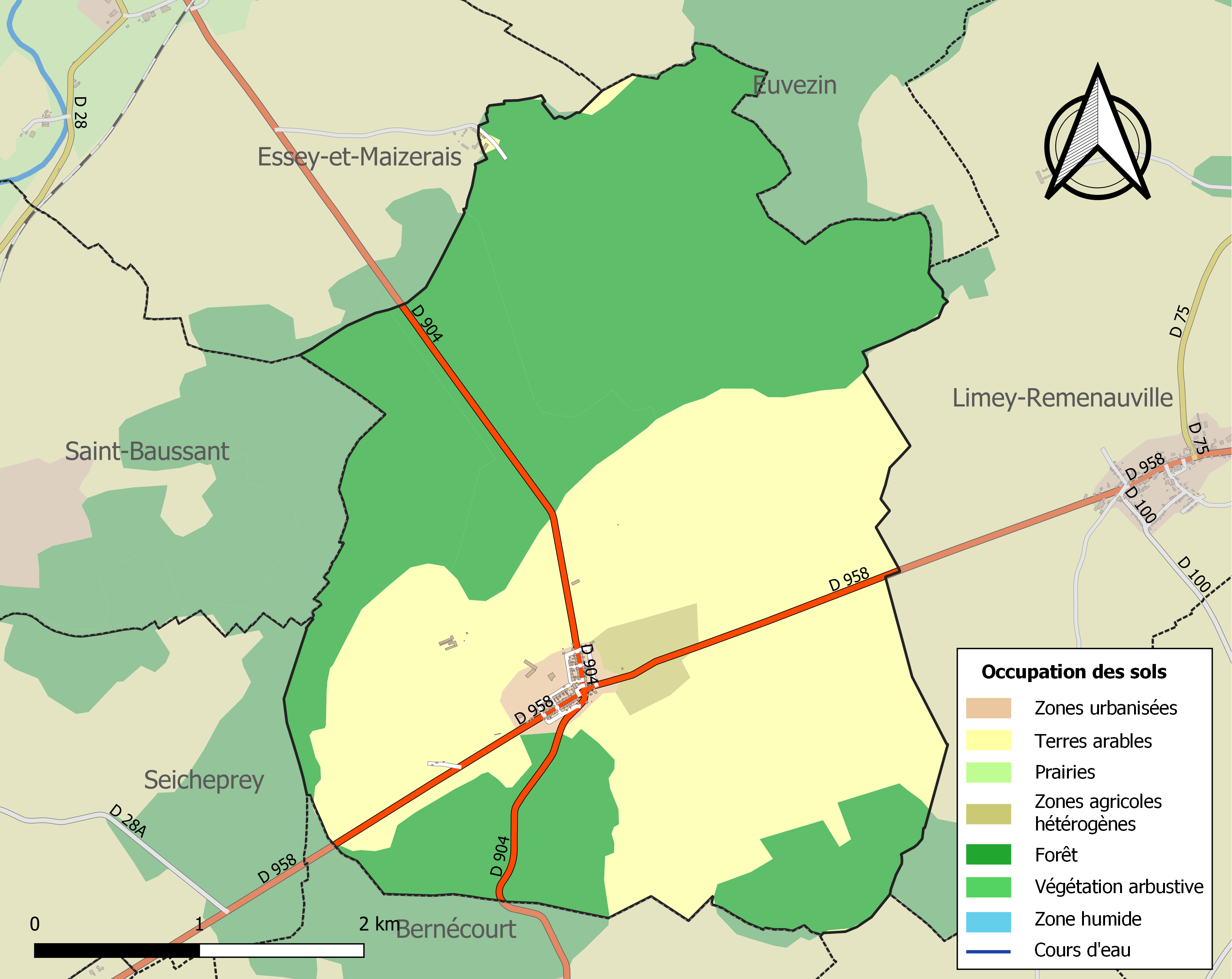
Carte des infrastructures et de l'occupation des sols de la commune en 2018 (CLC).

## Toponymie
Flery (1551) et Fleury  (1594), sont les deux dénominations recensées par le Dictionnaire géographique de la Meurthe alors que le village est mentionné, d'après le même auteur, dès 1270 dans un document du comte de Bar, puis une archive du seigneur de Pierrefort daté de 1326 et encore en 1300 et 1375. Le terme latinisé de Floregium est cité dans cet ouvrage.

## Histoire
Le répertoire archéologique du comte Beaupré mentionne le signalement de E. D. Olry de ruines au lieu-dit Devant le Bois de Vassogne (Voisogne, Vouassagne), et à la Monnerie, ainsi que d'une voie ancienne venant de Toul et rejoignant à Pannes celle de Langres à Trêves, qui sont autant d'indices de l'occupation ancienne du territoire communal, probablement un peu avant et pendant l'occupation romaine de la Gaule.
H. Lepage précise dans sa notice sur ce bourg que Flirey-en-Haye ou Flirey-aux-Bois, était un des quatre (en fait bien plus nombreux ?) villages qui composaient la terre de Haye ou Hey(quand le massif du même nom était bien plus étendu le long de la rivière Moselle, de Ludres à Thiaucourt) Il précise également que les habitants du  village devaient l'impôt à une noble de Maidières en 1270 et en 1326 également à un certain Pierre de Bar, seigneur de Pierrefort.
D'après E. Grosse, il paraît que Flirey aurait fait partie originairement du pays Barrois. Les traditions ajoutent que ce village a été incendié par les Suédois au XVIIe siècle, et que l'église, qui était fortifiée, comme beaucoup d'autres, a été également réduite en cendres lors de la guerre de Trente Ans, comme dans beaucoup de villages lorrains.

### Époque contemporaine

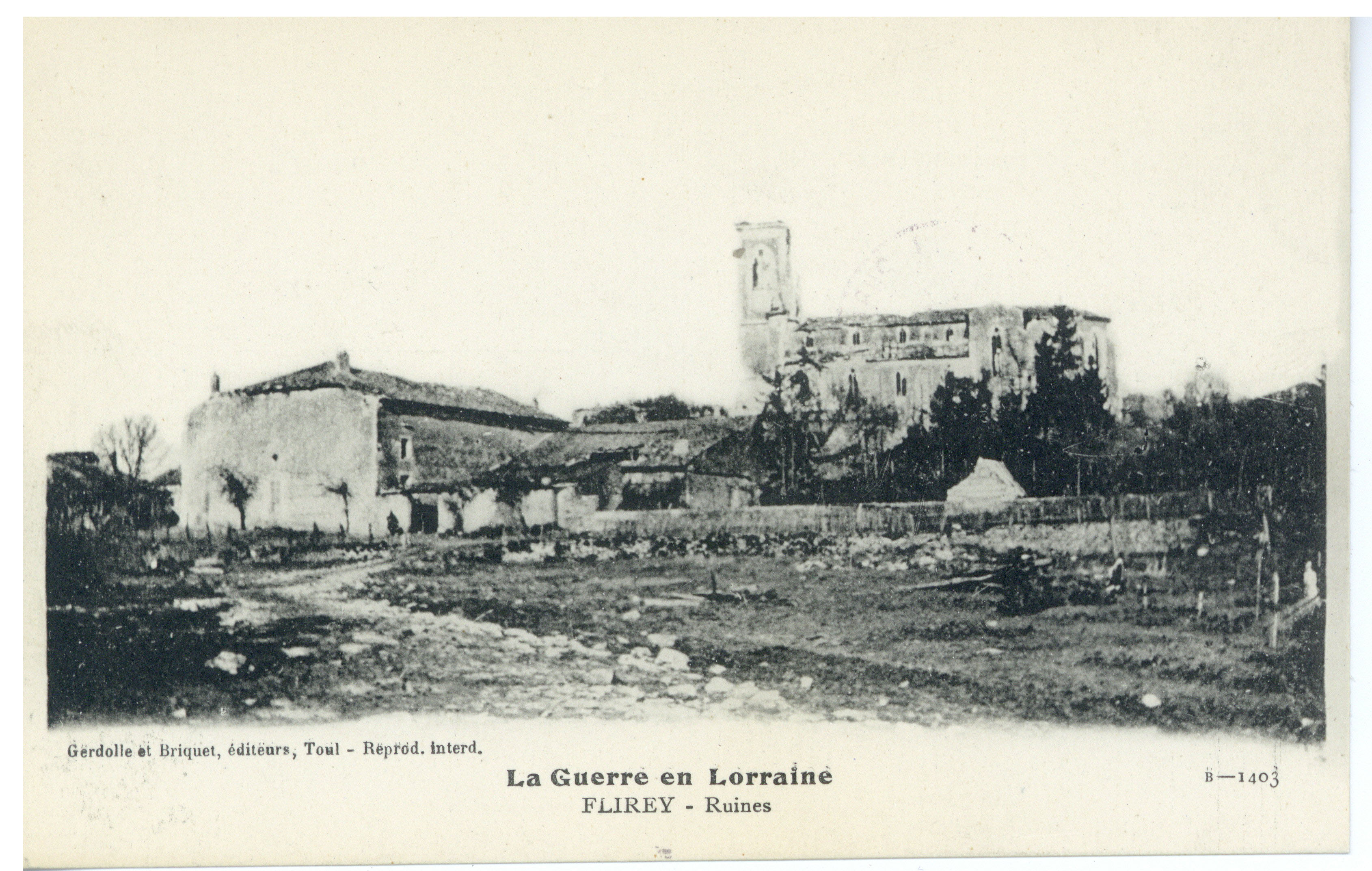
Destructions de la guerre de 1914-1918.

Les fusillés de Flirey sont quatre soldats fusillés pour l'exemple le 20 avril 1915 pendant la Première Guerre mondiale, incorporés au 63e RI, 5e Cie. Le caporal Antoine Morange, les soldats Félix Baudy, François Fontanaud et Henri Prébost ont été réhabilités en 1934.
Détruit durant la Première Guerre mondiale, le village a été entièrement reconstruit par Émile André d'après l'urbanisme des années 1920 en faisant ainsi l'aboutissement moderne du village-rue typiquement lorrain.

## Politique et administration
| Période                                  | Période  | Identité          | Étiquette | Qualité                |
| ---------------------------------------- | -------- | ----------------- | --------- | ---------------------- |
| Les données manquantes sont à compléter. |          |                   |           |                        |
| mars 2001                                | En cours | Jean-Pierre David |           | Agriculteur exploitant |

## Population et société

### Démographie
L'évolution du nombre d'habitants est connue à travers les recensements de la population effectués dans la commune depuis 1793. Pour les communes de moins de 10 000 habitants, une enquête de recensement portant sur toute la population est réalisée tous les cinq ans, les populations de référence des années intermédiaires étant quant à elles estimées par interpolation ou extrapolation. Pour la commune, le premier recensement exhaustif entrant dans le cadre du nouveau dispositif a été réalisé en 2004.

En 2022, la commune comptait 163 habitants, en évolution de +9,4 % par rapport à 2016 (Meurthe-et-Moselle : −0,13 %, France hors Mayotte : +2,11 %).
| 1793 | 1800 | 1806 | 1821 | 1831 | 1836 | 1841 | 1846 | 1851 |
| ---- | ---- | ---- | ---- | ---- | ---- | ---- | ---- | ---- |
| 389  | 417  | 390  | 380  | 391  | 423  | 432  | 460  | 481  |

| 1856 | 1861 | 1872 | 1876 | 1881 | 1886 | 1891 | 1896 | 1901 |
| ---- | ---- | ---- | ---- | ---- | ---- | ---- | ---- | ---- |
| 463  | 435  | 439  | 414  | 402  | 386  | 371  | 339  | 318  |

| 1906 | 1911 | 1921 | 1926 | 1931 | 1936 | 1946 | 1954 | 1962 |
| ---- | ---- | ---- | ---- | ---- | ---- | ---- | ---- | ---- |
| 297  | 275  | 245  | 196  | 158  | 151  | 138  | 155  | 141  |

| 1968 | 1975 | 1982 | 1990 | 1999 | 2004 | 2006 | 2009 | 2014 |
| ---- | ---- | ---- | ---- | ---- | ---- | ---- | ---- | ---- |
| 149  | 138  | 154  | 144  | 173  | 193  | 206  | 184  | 153  |

| 2019 | 2022 | - | - | - | - | - | - | - |
| ---- | ---- | - | - | - | - | - | - | - |
| 156  | 163  | - | - | - | - | - | - | - |

## Économie
Les historiens s'accordent à décrire une économie essentiellement agricole, modestement viticole au XIXe siècle :
« Surf. territ. : 1 270 ha dont 483 à 950 hect. en terres lab., 5 en vignes (peu vantées), 600 à 697 en bois. L'hectare semé en blé peut rapporter 12 hectol., en orge 15, en seigle 10, en avoine 18 ; planté en vignes 45. Chevaux, vaches et moutons »,.

### Secteur primaire ouAgriculture
Le secteur primaire comprend, outre les exploitations agricoles et les élevages, les établissements liés à l’exploitation de la forêt et les pêcheurs.
D'après le recensement agricole 2010 du Ministère de l'agriculture (Agreste,), la commune de Flirey était majoritairement orientée sur la production de céréales et d'oléagineux sur une surface agricole utilisée d'environ 300 hectares (40 % de la surface cultivable) stable depuis l'an 2000 - Le cheptel en unité de gros bétail s'est réduit de 165 à 0 entre 1988 et 2010. Il n'y avait plus qu'une seule exploitation agricole ayant son siège dans la commune.

## Culture locale et patrimoine

### Lieux et monuments

#### Lieux de mémoire de la Grande guerre
- Nécropole nationale : 4 379 Français ; 28 alliés ; 1 ossuaire (1914-1918).
- Monuments militaires français et américains 1914-1918.

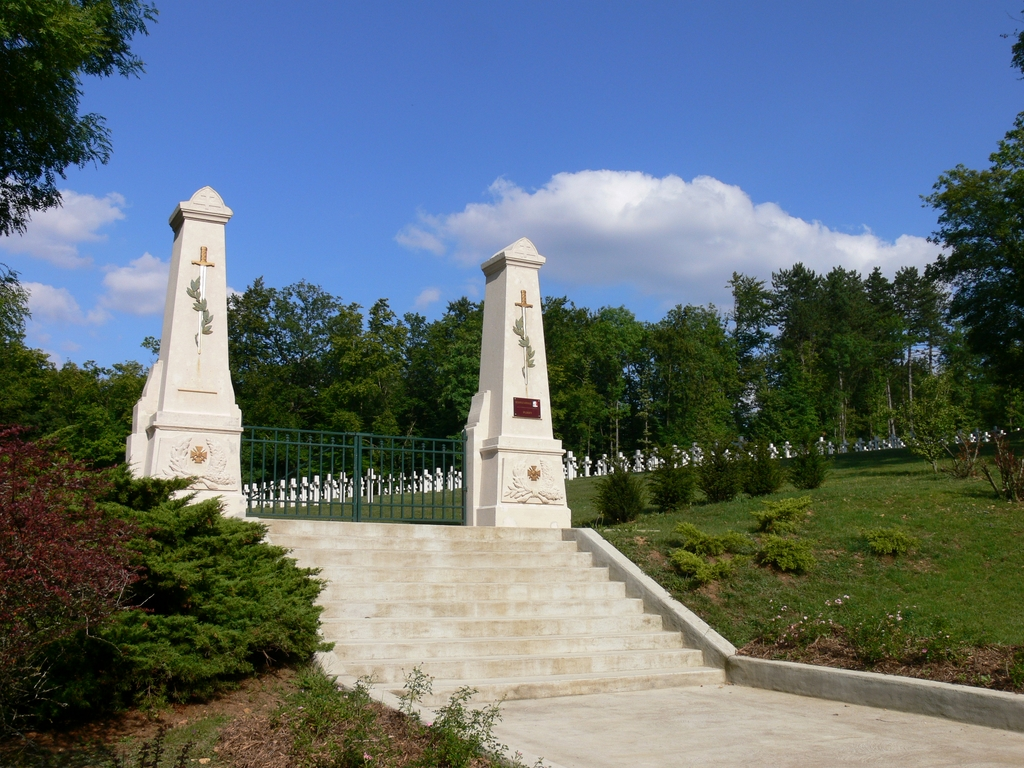
Nécropole nationale de Flirey (1914-1918).
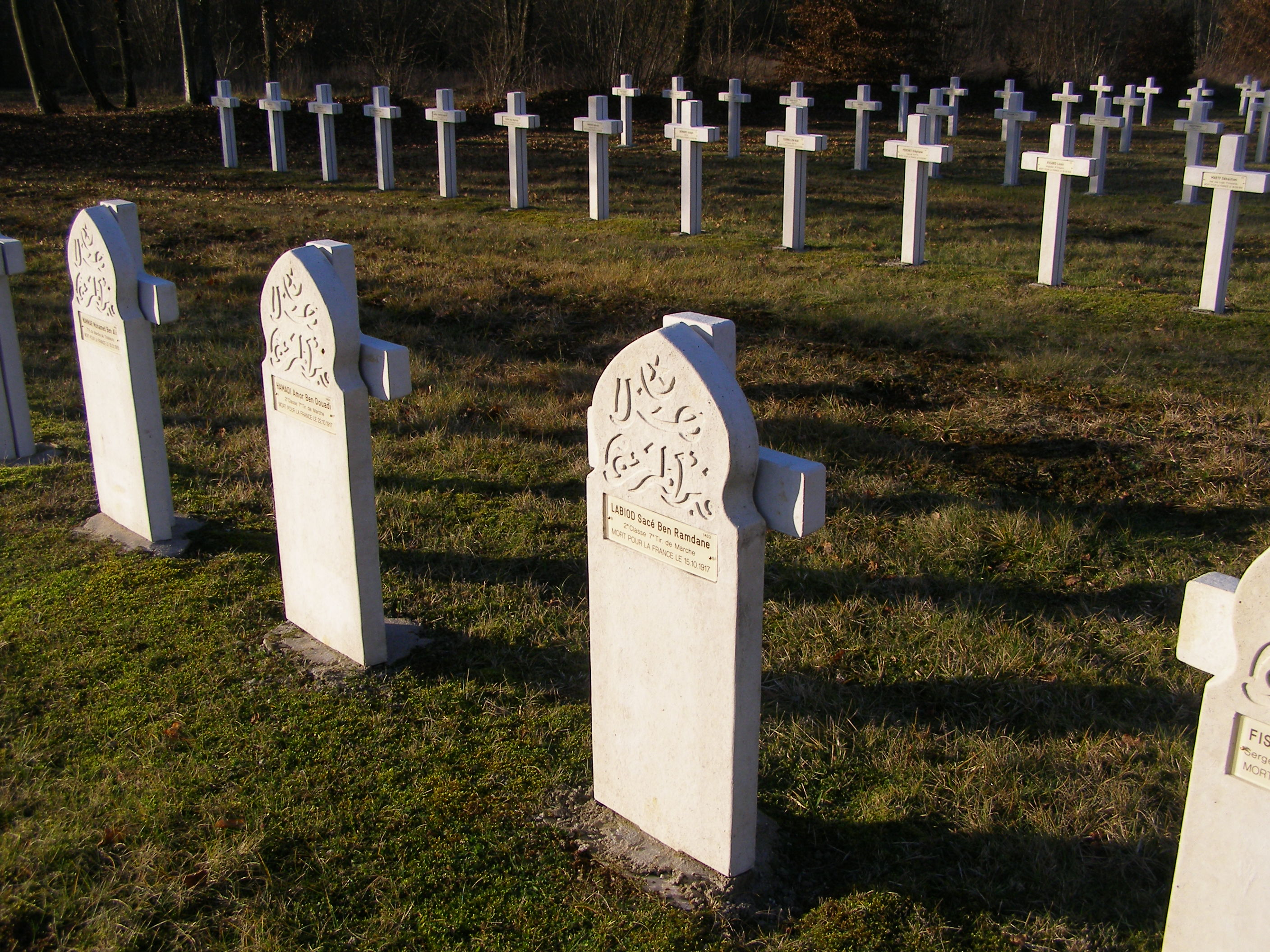
Nécropole.
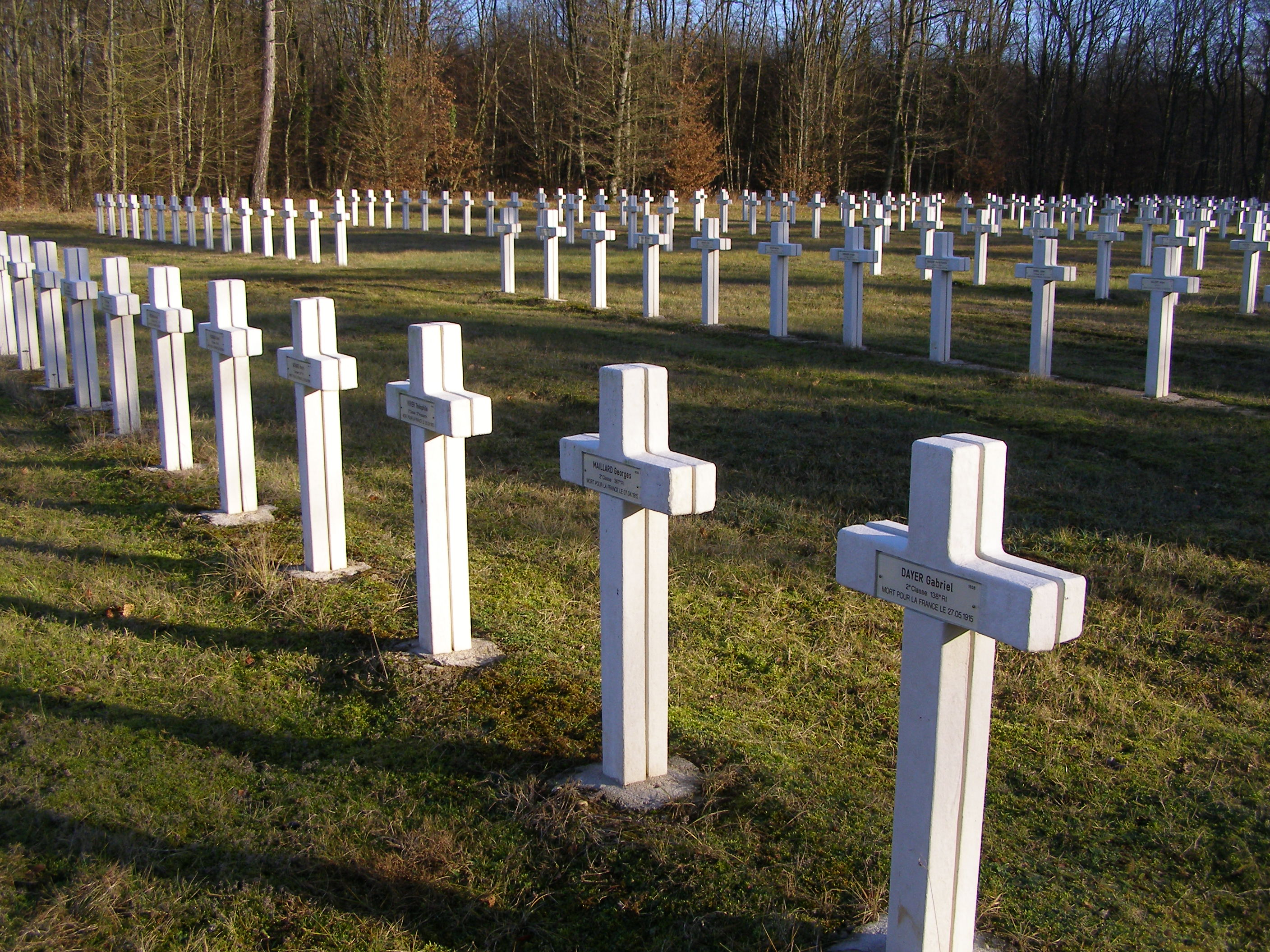
Nécropole.
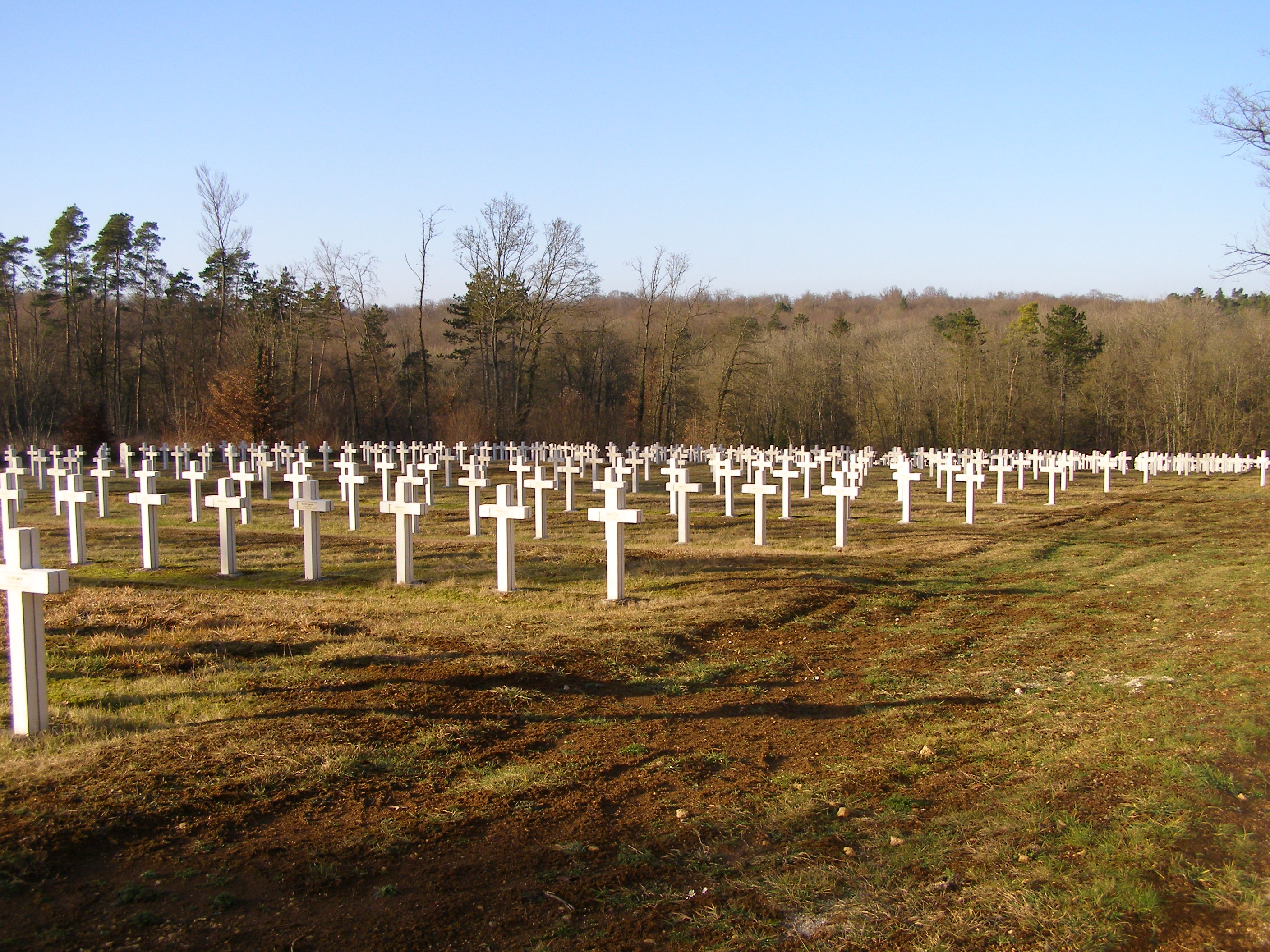
Nécropole.

#### Édifices religieux

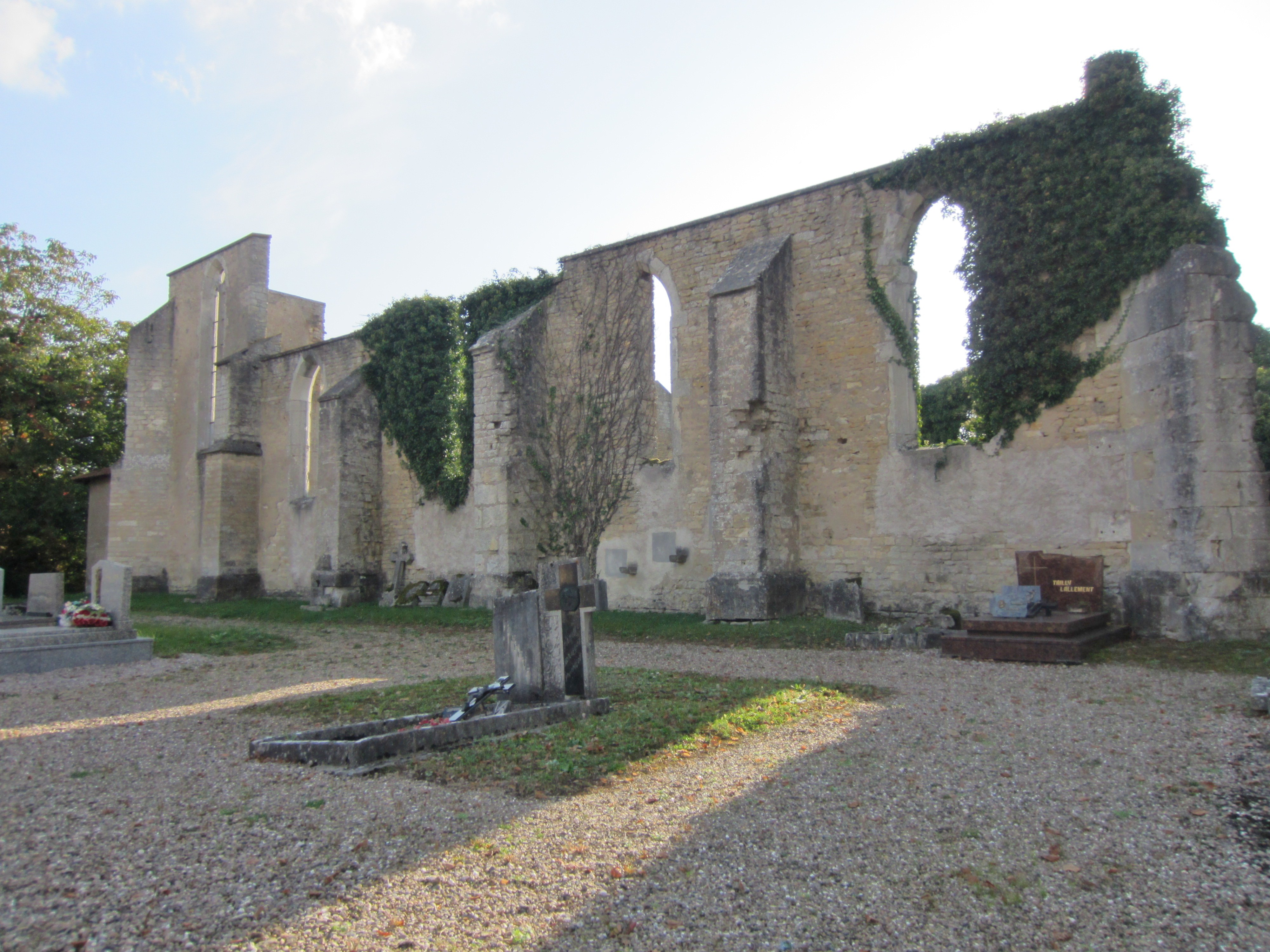
Ruines de l'ancienne église Saint-Étienne.

- Église Saint-Étienne reconstruite après 1918, en 1923-1924 sur les plans de l'architecte Émile André, de Nancy ; l'ancien édifice ayant été totalement détruit lors de la Première Guerre mondiale. La réalisation de l'ameublement intérieur est confiée à Jules Cayette[28] qui réalise l'autel principal, les autels latéraux, la grille de communion, les bancs de la nef, la chaire à prêcher à décor de croix de Lorraine, le couvercle des fonts baptismaux (cuve plus ancienne provenant de l'ancienne église ?), le confessionnal, le meuble de rangement de la sacristie.
- Ruines de l'ancienne église Saint-Étienne.

### Personnalités liées à la commune
- Émile André (1871-1933), architecte et reconstructeur du village.
- Pierre-Maurice Masson (1879-1916).
- Paul Feuillâtre (1881-1914) archiviste et poète inhumé à la nécropole de Flirey. Son nom est inscrit au Panthéon parmi les 560 écrivains morts pour la France.
- Jules Haag (1882-1953), mathématicien, né à Flirey.
- Pierre Boudreaux (1882-1914), philologue et membre de l'École française de Rome, tué au combat du bois de Mort-Mare près de Flirey le 13 décembre 1914. Son nom est inscrit au Panthéon parmi les 560 écrivains morts au combat pendant la Première Guerre mondiale.
- Henry du Roure (1883-1914), journaliste et écrivain inhumé à la nécropole de Flirey. Son nom est inscrit au Panthéon parmi les 560 écrivains morts au combat pendant la Première Guerre mondiale.
- Rintintin, acteur canin.

### Héraldique, logotype et devise
| Blason de Flirey | Blason  | D'argent, à la croix de gueules chargée de cinq cailloux d'or, et cantonnée de quatre hêtres arrachés de sinople. |
| Blason de Flirey | Détails | Les cailloux sont ceux du martyre de saint Etienne, patron de la paroisse. Un des anciens noms de la commune est Flirey-en-Haye, d'où les hêtres. Il y en a quatre pour indiqués que Flirey est entouré par les bois : de Mort Mare, du Jury, de la Hazelle, de la Voisogne, de Bernécourt, le vieux Bois et de Flirey. Ces armes ont été adoptées le 14 février 1978 |